# Upindauara bella
Upindauara bella là một loài bọ cánh cứng trong họ Cerambycidae.